# Investidura presidencial de Harry S. Truman en 1949

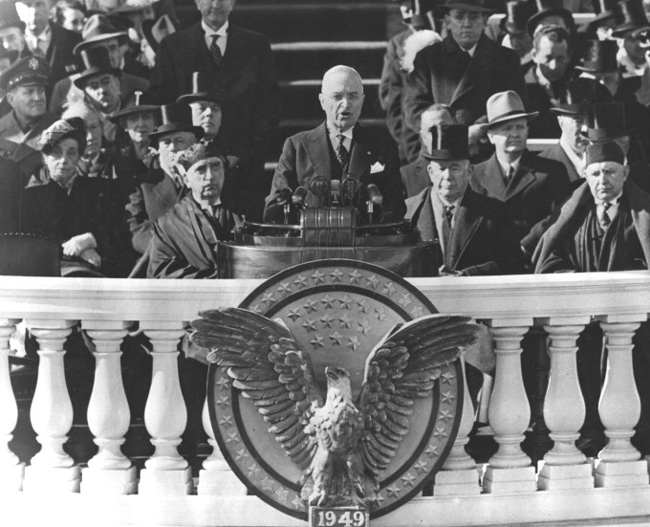
Investidura presidencial de Harry S. Truman de 1949.

La investidura presidencial de Harry S. Truman de 1949 fue la segunda toma de posesión de Truman marcó el comienzo de su segundo mandato como el trigésimo tercer Presidente de los Estados Unidos, y tuvo lugar el 20 de enero de 1949. Presidente de la Corte Suprema de Fred M. Vinson administró el juramento del cargo. Fue la primera investidura presidencial televisado EE. UU.
Truman también reinició la tradición de un balón oficial de investidura, que había desaparecido desde Warren G. Harding.

## Discurso
El discurso de Harry S. Truman, conocido como Four Point Speech, los cuatro puntos,  fue la parte principal de su discurso realizado el jueves, 20 de enero de 1949.
En un mundo que recién salía de la sombra de la Segunda Guerra Mundial, en el que la libertad y los derechos humanos parecía estar por debajo de la amenaza en muchos rincones del mundo, se trataba de la respuesta de Truman.
Él desafió tanto demócratas como republicanos para ayudar a las personas en todo el mundo que luchan por la libertad y los derechos humanos; para continuar los programas de recuperación económica mundial, para fortalecer las organizaciones internacionales, y aprovechar los conocimientos técnicos de los Estados Unidos para ayudar a las personas en todo el mundo ayuden a sí mismos en la lucha contra la ignorancia, la enfermedad y la desesperación.
De vez en cuando, los políticos - sobre todo los demócratas - se suman a la posición de Truman al referirse públicamente a este discurso.

## Los cuatro puntos
- En primer lugar, "vamos a seguir dando apoyo inquebrantable a las Naciones Unidas y organismos conexos, y vamos a seguir buscando formas de fortalecer su autoridad y aumentar su eficacia."[3]

- En segundo lugar, "vamos a continuar nuestros programas de recuperación económica mundial".[3]

- En tercer lugar, "vamos a reforzar las naciones amantes de la libertad contra los peligros de agresión."[3]

- En cuarto lugar, "tenemos que iniciar un programa nuevo y audaz para lograr que los beneficios de nuestros avances científicos y el progreso industrial disponible para la mejora y el crecimiento de las regiones subdesarrolladas."[3]